# 剑门关镇
剑门关镇，是中华人民共和国四川省广元市剑阁县下辖的一个乡镇级行政单位。2020年5月，撤销高观镇，将原高观镇和汉阳镇天桥村所属行政区域划归剑门关镇管辖。剑门关镇双旗村、剑城村所属行政区域划归下寺镇管辖

## 行政区划
剑门关镇下辖以下地区：
雄关社区、剑雄村、剑门村、大房村、青树村、双鱼村、剑华村、剑山村、元安村、梁山村、风垭村、志公村、高峰村、桂花村、剑城村和双旗村。